# Dąbrowy (województwo świętokrzyskie)
Dąbrowy – wieś w Polsce położona w województwie świętokrzyskim, w powiecie włoszczowskim, w gminie Kluczewsko.
W latach 1975–1998 miejscowość administracyjnie należała do województwa piotrkowskiego.

## Historia
Według spisu powszechnego z roku 1921 miejscowość Dąbrowy posiadała 8 domów i 46 mieszkańców.